# لیگ اروپا ۲۰–۲۰۱۹
لیگ اروپا ۲۰–۲۰۱۹ ۴۹مین دوره مسابقات ثانوی فوتبال باشگاهی اروپا است که توسط یوفا برگزار می‌شود و یازدهمین فصل از زمان تغییر نام آن از جام یوفا به لیگ اروپا است.
فینال در ورزشگاه پی‌جی‌ئی آرنا در گدانسک لهستان برگزار می‌شود. قهرمانان لیگ اروپا ۲۰–۲۰۱۹ این حق را می‌یابند که در برابر قهرمانان لیگ قهرمانان اروپا ۲۰–۲۰۱۹ در سوپر جام اروپا ۲۰۲۰ بازی کنند. آن‌ها همچنین به‌طور خودکار به مرحله گروهی لیگ قهرمانان اروپا ۲۱–۲۰۲۰ صعود می‌کنند.
از کمک داور ویدئویی (VAR) از مرحله حذفی به بعد از این رقابت استفاده می‌شود.
به عنوان مدافع عنوان قهرمانی لیگ چلسی به لیگ قهرمانان اروپا ۲۰–۲۰۱۹ صعود کرد، اگرچه آنها قبل از فینال از طریق عملکرد لیگ خود صعود کرده بودند. آن‌ها نمی‌توانند از عنوان قهرمانی خود در مرحله حذفی لیگ قهرمانان اروپا ۲۰–۲۰۱۹ دفاع کنند و تیم چلسی قهرمان اروپا شد.